# تيم كيلي (سياسي)
تيم كيلي (بالإنجليزية: Tim Kelly)‏ هو سياسي أمريكي، ولد في 26 فبراير 1964 في الولايات المتحدة. حزبياً، نشط في الحزب الجمهوري لمينيسوتا ‏ والحزب الجمهوري. وقد انتخب عضو مجلس نواب مينيسوتا.